# Сандомил
Сандомил (порт. Sandomil)  —  район (фрегезия) в Португалии,  входит в округ Гуарда. Является составной частью муниципалитета  Сейя. Находится в составе крупной городской агломерации Большое Визеу. По старому административному делению входил в провинцию Бейра-Алта. Входит в экономико-статистический  субрегион Серра-да-Эштрела, который входит в Центральный регион. Население составляет 1108 человек на 2001 год. Занимает площадь 14,28 км².
Покровителем района считается Апостол Пётр (порт. São Pedro). 